# Рейзвіх Едуард Олександрович
Едуард Олександрович Рейзвіх (рос. Эдуард Александрович Рейзвих; 30 березня 1991, м. Омськ, СРСР) — російський хокеїст, воротар. Виступає за «Авангард» (Омськ) у Континентальній хокейній лізі. 1-й розряд.
Хокеєм почав займатися у 1997 році, перший тренер — Євген Корноухов. Вихованець хокейної школи «Авангард» (Омськ). Виступав за «Авангард-2» (Омськ), «Авангард» (Омськ), «Омські Яструби», «Єрмак» (Ангарськ), «Кубань» (Краснодар).
У чемпіонатах КХЛ — 21 матч.
Досягнення
- Володар Кубка Харламова (2013)